# Robe du bovin
La robe désigne la ou les couleurs d'un bovin. Les dénominations des robes ainsi que leurs définitions sont liées à leur apparence visuelle, définie par la couleur des poils. Il existe deux types de robe, la robe simple dite unicolore, et la robe composée dite multicolore.

## Robe Unicolore
Ces robes se classent en fonction de la couleur du poil. On établir leur nomenclature ce qui revient à réaliser une classification de l'ensemble des teintes que peuvent être présente sur le pelage d’un bovin. Il y a deux pigments à l’origine de ces différents coloris. La l'eumélanine qui donne des teintes sombres tel que le noir et le marron et la phéomélanine qui donne des teintes claire tel que le fauve ou le blanc.

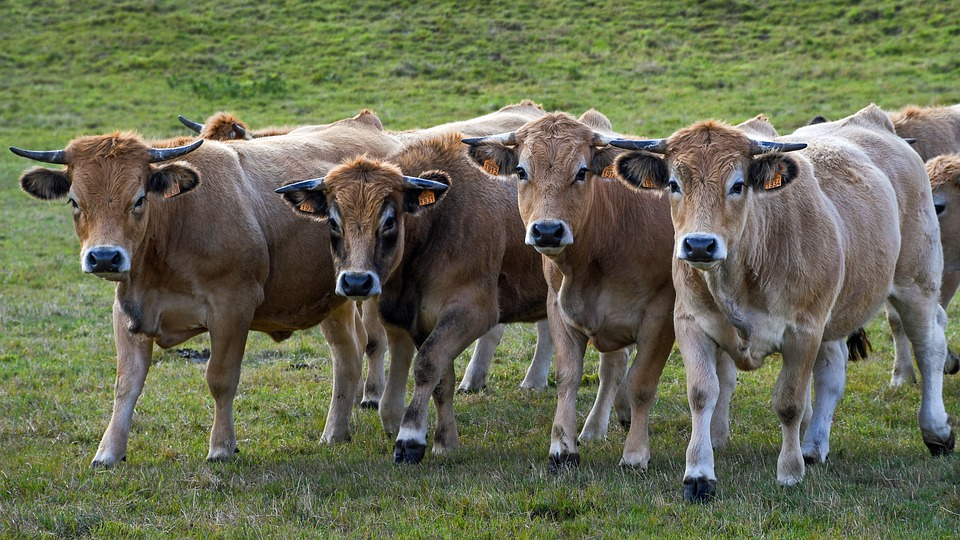
Vache de race Aubrac

• Le blanc. 
•Le fauve.
• Le fauve rouge. 
• Le fauve roux. 
• Froment ou fauve froment.

## Robe Multicolore
Il y a des rode complexe dite multicolore. Il y a la robe pie qui est composée de deux couleur principale. Le plus souvent cette robe est composé de blanc avec du marron ou du noir. Les animaux avec ce type de robe ont les muqueuses principalement noir et les crins de la queue sont blanc. 
Il y également les robes tachetées, on peut retrouver entre deux et trois couleurs comme le blanc, le noir et/ou le marron. Les races de vaches caractéristiques de ce type de robe sont la race normande ainsi que la race vosgienne. 
La race à viandes Bleu Blanc Belge a une robe qui caractérise cette race. On l’appelle la robe « bleu », ce nom vient de sa couleur grise qui lui est spécifique qui, une fois mélangé au blanc, laisse apparaître une légère teinte bleuté.  